# Oenothera pubescens
Oenothera pubescens là một loài thực vật có hoa trong họ Anh thảo chiều. Loài này được Willd. ex Spreng. mô tả khoa học đầu tiên năm 1825.